# Colt MARS
MARS (Mini Assault Rifle System) експериментальний, зменшений варіант гвинтівки M16, протестований у 1997 році Кольтом як особиста зброя самооборони (PDW). Вона була розроблена під експериментальний набій 5,56×30 мм MARS. Набій 5,56×30 мм мав кулю вагою 55 гран, яка рухалася зі швидкістю 790 м/с. Гвинтівка була запатентована в 1998 році (патент США № 5,827,992).